# Hindú (Resistencia)
El Hindú Club es una institución deportiva destinada a la práctica de básquet y vóley. Es una de las instituciones más antiguas de la Provincia del Chaco. Su sede social está ubicada en calle Franklin 56, a pocas cuadras del centro de la ciudad de Resistencia y cuenta con canchas adecuadas para la práctica de básquet y vóley. Además cuenta con una piscina destinada únicamente en temporada veraniega para la práctica de natación y el esparcimiento de sus socios.
Su principal deporte es el básquetbol, en el cual la institución se ganó el cariño y popularidad de la ciudad de Resistencia.

## Historia
Un grupo de socios del Club de Regatas Resistencia, descontentos porque no contaban con el beneplácito de las autoridades para la práctica de su deporte favorito, el básquetbol, decidió juntarse para dar nacimiento a lo que hoy es el Hindú Club de Resistencia.
Ese encuentro se desarrolló en el domicilio particular de don Antonio Alemís, en la calle Donovan 251, un 11 de abril pero de 1933.
Las versiones sobre el nombre que se pondría a la institución indican -la de mayor sustento- que uno de los socios fundadores propuso que lleve el mismo nombre de un club ubicado en Don Torcuato, provincia de Buenos Aires, Hindú Club.
Don Antonio, un amante de las cosas chaqueñas fue el que propuso que el color de la camiseta: ‘Verde, como nuestra llanura‘.
Los primeros tres años el novel club funcionó en la propia casa de Alemís, y tres años más tarde se trasladaron a una cancha que construyeron en la calle Hipólito Yrigoyen 278.
Más tarde pasó a ocupar el predio donde hoy se levanta la Casa de Gobierno, en la esquina de la Avenida 25 de Mayo y Bartolomé Mitre, frente a la plaza. Con el inicio de la construcción del gigantesco edificio que alberga al poder ejecutivo provincial, mudaron a Lisandro de la Torre y Edison (luego Uruguay, Antártida Argentina y finalmente Arturo Illia).
Fue ese el lugar donde Hindú Club alcanzó un desarrollo pleno desde el punto de vista deportivo e institucional, contando con natatorio, canchas de bochas techadas, dos de básquetbol, sede social y dependencias administrativas.
La historia señala que toda esa infraestructura fue construida en terrenos de Pablo Luis Boschetti, quien antes tenía allí una carpintería. El fotógrafo recibió una oferta del intendente justicialista Egidio González, quien deseaba tener el estadio municipal de deportes, y vio las instalaciones de Hindú Club como ideales por su ubicación.

### Reubicación
La entidad recibió 26.000 pesos de compensación, pero 16.000 fueron para Boschetti, saldando esa deuda de honor contraída con quien solventó gran parte de la infraestructura. Con el resto del dinero se compró un juego de camisetas de un verde espectacular, con letras bordadas que eran únicas para la región.
Si bien los socios de Hindú podían utilizar libremente las instalaciones, el sentido de pertenencia quedó herido. Por ello los intrépidos dirigentes del ‘Verde‘ se reunían y jugaban en Sarmiento 450 en un terreno que les pertenecía a la familia Camors. Allí armaron una canchita a la que mucha gente se acercaba, entre ellos Manuel ‘Negro‘ Rodríguez, un fuerte empresario de esa época. Alemís y ‘Kilo‘ Delovo le pusieron el ojo encima y decidieron reclutarlo. Así terminó siendo el presidente del club y desde luego tuvo que poner el dinero para construir la cancha. El club se mantuvo muchos años gracias al juego. ‘Guito‘ y ‘Toto‘ Torresagasti manejaban la cantina y de esa forma se podía pagar el alquiler del lugar a los Camors y mantener la entidad.
El club también pasó por la calle Donovan. Tanto peregrinar estaba agotando a los dirigentes que deseaban echar raíces de una vez por todas.

### Mudanza a su futuro hógar
Entonces apareció Luis Guasti, quien tenía un aserradero después de la vía, en Franklin 56, y estaba interesado en vender el predio aunque a un valor bastante elevado. Pero era tanto el deseo de aquellos pioneros que decidieron hacer una colecta entre Raúl Binaghi, Antonio Alemís y Jorge Lindstrom, entre otros.
Antonio Alemís recordaba aquella ‘aventura‘ de salir a pedir dinero a los vecinos, con una anécdota. ‘Cien pesos era mucho dinero en aquella época. Fuimos hasta la casa de David Glombovsky, quien de básquetbol no sabía absolutamente nada. Le explicamos nuestras intenciones y cuando nos preguntó cuánto podía aportar le dijimos, casi con miedo, cien o doscientos pesos. Cuando volvió con un cheque firmado por 200 pesos casi nos caímos de espalda. Gente como esa ayudó a construir nuestro club‘.
Eran otros tiempos donde solidaridad y sentido de comunidad tenían un alto consenso en los habitantes de Resistencia. Todos aportaron y se pagó gran parte del valor del predio y otro tanto se pagó en cuotas hipotecando bienes de los dirigentes. Todo fue cancelado a los pocos años y se fueron comprando terrenos anexos que permitieron que el club tenga forma de T, con salida a la calle Arturo Frondizi y la avenida Alberdi, mientras que el frente da a la Franklin.

### El primer gimnasio cubierto
Llegó de la mano del por entonces presidente Alberto Perosio y contó con la participación de profesionales y la financiación de la Secretaría de Deportes de la Nación. Fue el primer estadio cubierto del Chaco y la devolución del préstamo se hizo cuatro años antes del tiempo pactado. Otros estadios cubiertos se hicieron posteriormente en el Chaco, pero en general los clubes contaron con aportes de los gobiernos que Hindú no tuvo.

## Campeón argentino de clubes en 1961
Eterno contrincante del Club Villa San Martín, por años su clásico rival, “El Bólido Verde”, clásica denominación tribunera, escribió páginas gloriosas en el básquet del Chaco y nacional, logrando su máxima consagración en 1961, cuando se coronó campeón argentino de clubes, en la vieja cancha del Club Don Bosco, donde hoy se encuentra la Escuela Industrial. 
Aquel histórico equipo de Hindú Club que ganó del torneo formaba con Ricardo Rocha, Walter Rey, Oscar Bellotti, Rubén Rodríguez, José Roig y José Filipponi; José Romero, Edgard Outeriño (capitán), Pablo Lischuck, Hugo Outeriño y Julio Argentino Silgueiro. 
El diario El Territorio titulaba así la noticia. "El Bólido Verde exhibió a lo largo del brillante torneo, responsabilidad, eficacia y corrección”. La poderosa formación de Hindú Club obtenía para el Chaco el segundo título de Campeón Argentino de Clubes, ya que primero lo había conseguido el club Villa San Martín, en 1951, en San Juan.  
El triunfo conseguido por Hindú lo había erigido en la máxima expresión del baloncesto argentino. El equipo estaba dotado de una capacidad poco común, con preparación física eficiente, observación estricta de disciplina ejemplar y con los conocimientos fundamentales que posibilitaban su rendimiento de conjunto, a todas luces magnífico.

## Regreso al TNA
Después de 11 años, el 27 de mayo de 2015, en un partido lleno de emociones, Hindú Club derrotó a Italiana de Charata 80 a 65 y se quedó con el cuarto ascenso al TNA ganando la Región Norte del Torneo Federal de Básquetbol y poniendo la serie 3-2. Además logró un lugar entre los cuatro mejores del país. El encuentro se jugó ante un gran marco de público y tuvo a su capitán Mauro Coronel con 23 puntos, como máximo encestador.
Estaba escrito que ambos, con algunos jugadores disminuidos por lesiones, no les quedó otra que jugarlo con el corazón. Y así comenzaron repartiéndose errores (muchos) y aciertos (pocos), para brindar un partido parejo e intensamente jugado. Allí ya comenzó a mostrar su liderazgo Mauro Coronel, manejando los tiempos del partido y de su equipo en defensa y ataque. Tras un primer cuarto parejo, a partir del segundo el “Bólido Verde” comenzó a estirar diferencias porque a la sacrificada tarea de su capitán se le agregó Schaab en el perímetro y Mansilla en la zona pintada.
En el tercer capítulo las distancias entre uno y otro se fueron estirando, los locales estaban cada vez más seguros en su juego y las arremetidas individuales que intentaban los “tanos” a través de Germán Frencia le daban solo resultados parciales porque a pesar de cargarse innecesariamente de faltas, Hindú seguía controlando al adversario y al partido.
El último cuarto la visita salió a jugarse el todo por el todo y con lo que le quedaba fue al frente a vender cara su derrota. Pero cada intento de reacción fue frenado de inmediato por un Hindú bien conducido desde adentro y fuera de la cancha. El ascenso estaba cada vez más cerca, las palpitaciones aumentaban y en el final explotó, con un estadio convertido en una caldera y con el público festejando el ansiado ascenso.
De esta manera los “verdes” liquidaron una serie durísima, lograda ante un adversario que lo exigió al máximo y donde tuvo que apelar a toda su experiencia y jerarquía individual para superarlo. En definitiva tuvieron que pasar 11 años porque en el 2004 lograba una plaza pero ahora es una realidad e Hindú es del TNA, toda una ciudad festejó y se retiró en total orden del estadio al grito de “¡Dale campeón, dale campeón!”.

## Rivalidades
El Hindú Club tiene rivalidades con el Club Villa San Martín, el cual es su eterno rival, en cual disputaron entre sí varios títulos.
También posee rivalidad con el Club Atlético Sarmiento (Resistencia).